# 勝鯉の森
勝鯉の森（しょうりのもり）は、広島県広島市中区基町の広島市中央公園内、旧広島市民球場跡の一角にある広島東洋カープの優勝を記念するスペース。

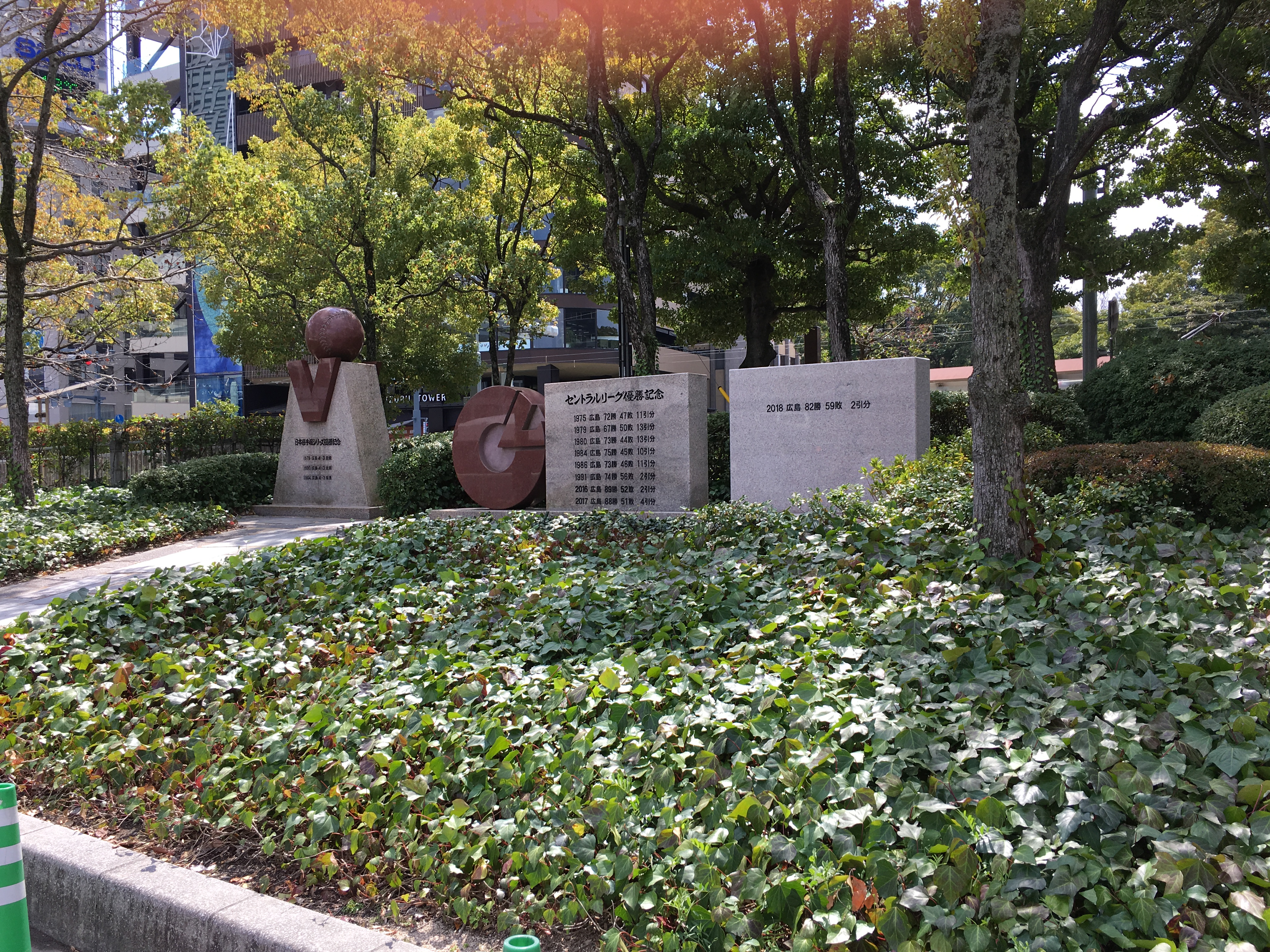
勝鯉の森

## 概要
1975年の広島のリーグ初優勝を記念して、同年11月に記念碑が建立された。この記念碑にはそれ以降、リーグ優勝年が追加で刻まれている。日本選手権シリーズ優勝については別に記念碑が設けられている。このほか、連続試合出場記録を樹立した衣笠祥雄を称えるモニュメントも設置されている。
広島市民球場がMAZDA Zoom-Zoom スタジアム広島に移転する際、記念碑の存続について議論が起き、最終的には市民の要望により現地に残ることが決まった。
2018年の9度目のリーグ優勝により、既存の記念碑に戦績を刻むスペースがなくなったため、新たな記念碑を旧市民球場跡地（中区）南側の緑地帯に増設した。

## 顕彰対象となったシーズン
- 1975年　リーグ優勝（勝鯉の森の石碑完成）
- 1979年　リーグ優勝、日本シリーズ優勝
- 1980年　リーグ優勝、日本シリーズ優勝
- 1984年　リーグ優勝、日本シリーズ優勝
- 1986年　リーグ優勝
- 1991年　リーグ優勝
- 2016年　リーグ優勝
- 2017年　リーグ優勝
- 2018年　リーグ優勝

## モニュメント
セントラルリーグ優勝記念碑
1975年（昭和50年）の初優勝を讃えて建立された。
日本選手権シリーズ優勝記念碑
1979年・1980年・1984年の3回分が刻まれている
衣笠祥雄選手の連続試合出場世界新記録記念碑

## アクセス
- 所在地　旧市民球場跡地の原爆ドーム側
- 広島電鉄本線原爆ドーム前停留場